# جو راث
جو روث (به انگلیسی: Joe Roth) (زادهٔ ۱۹۴۸) یک تهیه‌کننده و کارگردان اهل ایالات متحدهٔ آمریکا است.
از فیلم‌هایی که وی در آن‌ها نقش داشته است، می‌توان به ستاره‌هایی در فیلم‌های کوتاه اشاره نمود.